# 第1師団 (チリ陸軍)
第1師団（だいいちしだん、I División）は、チリ陸軍の師団の一つ。師団の名称がついているが実質は軍管区に相当する。アントファガスタ州アントファガスタに司令部を置き、アントファガスタ州及びアタカマ州の防衛警備を担当する。

## 部隊編成
- 師団司令部
- 第1増強連隊「トパテール」（カラマ）
  - 第15歩兵大隊「カラマ」
  - 第10砲兵群「ボルゴノ」
  - 第1工兵大隊「アタカマ」
- 第20増強連隊「ラ・コンセプシオン」（アントファガスタ）
  - 第7歩兵大隊「エスメラルダ」
  - 第8機甲群「エスプロラドーレス」
  - 第5砲兵群「アントファガスタ」
  - 第1通信大隊「エル・ロア」
- 第23歩兵連隊（大隊規模）「コピアポ」（コピアポ）
- 第1師団後方支援大隊「トカピリア」